# Lajamina
Lajamina o Laja Mina es un corregimiento ubicado en el distrito de Pocrí en la provincia de Los Santos.  En el año 2010 tenía una población de 514 habitantes y una densidad poblacional de  personas por 9.9 km².

## Toponimia
Toma su nombre de la palabra laja que deriva del portugués laja, y este del latín de hispania lagĕna para designar a una lancha, el cual se refiere a una piedra más bien grande, naturalmente lisa, plana y de poco grueso. Por otra parte la palabra mina, del francés mine que se refiere al criadero de minerales de útil explotación.